# المدرسة الوطنية الغابوية للمهندسين
المدرسة الوطنية الغابوية للمهندسين هي مؤسسة حكومية مغربية تقع في مدينة سلا وتعمل على تكوين أطر عليا في مجال إدارة الغابات والموارد الطبيعية. قامت بتدريب معظم مهندسي قسم المياه والغابات في المغرب.